# Paul Dessau

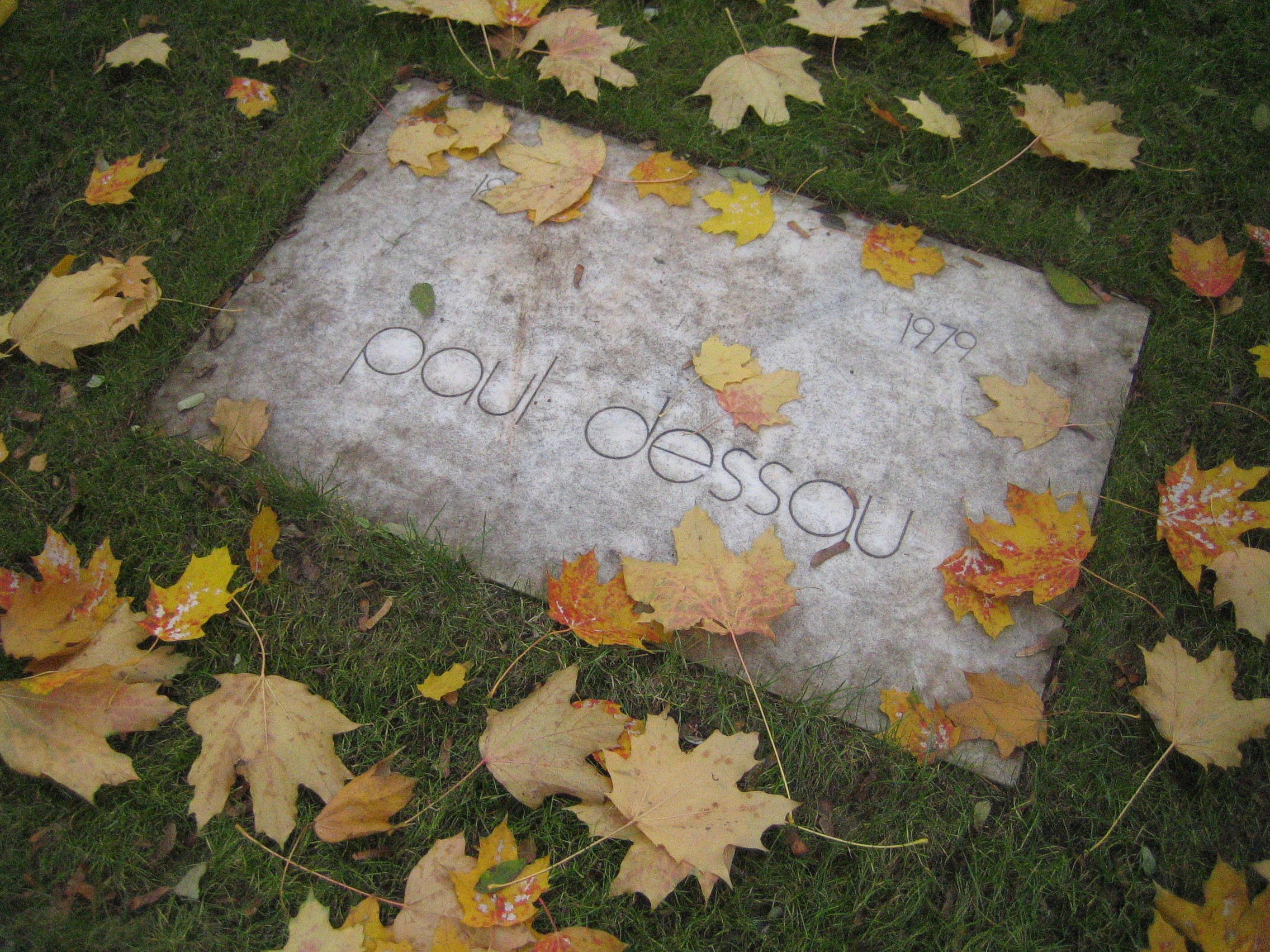
Płyta nagrobna na cmentarzu Dorotheenstädtischer Friedhof w Berlinie

Paul Dessau (ur. 19 grudnia 1894 w Hamburgu, zm. 28 czerwca 1979 w Königs Wusterhausen koło Berlina) – kompozytor i dyrygent niemiecki.

## Biografia i twórczość
Paul Dessau pochodził z muzykalnej rodziny kantorów gminy żydowskiej w Hamburgu. Już jako dziecko wykazywał wybitne uzdolnienia muzyczne. W wieku sześciu lat rozpoczął naukę gry na skrzypcach, a 5 lat później wystąpił po raz pierwszy publicznie. Nie był to jeszcze jego występ solowy – ten odbył się, gdy przyszły kompozytor miał lat 15. Już wtedy Dessau opanował wszystkie koncerty skrzypcowe Mozarta; musiał jednak, z powodu wady lewej ręki, zrezygnować z kariery wirtuoza.
Przeniósł się do Berlina i rozpoczął w 1909 r. czteroletnią naukę dyrygentury w konserwatorium Klindwortha-Scharwenki. W wieku lat 16 rozpoczął komponowanie opery „Giuditta” (1910-1912). W sezonie 1912/1913 został korepetytorem w Operze w Hamburgu, gdzie mógł się zapoznać z dyrygentami Felixem Weingartnerem i Arturem Nikischem.
Na jesieni 1915 powołany został do wojska. Przez 6 miesięcy przebywał w okopach na froncie francuskim; wtedy też stał się przeciwnikiem militaryzmu. Ponieważ odniósł w walce rany, przydzielono go do orkiestry wojskowej.
Po I wojnie światowej powrócił do Hamburga i w sezonie 1918/1919 znalazł pracę w Teatrze Kameralnym (Hamburger Kammerspiele) jako kompozytor i dyrygent. Po roku przeniósł się do Kolonii, gdzie pracował jako korepetytor w Operze Kolońskiej pod dyrekcją Otto Klemperera. W roku 1923 został dyrygentem operowym w Moguncji, 2 lata później zaś pełnił tę samą funkcję w Berlinie u Bruno Waltera. W tym samym roku otrzymał nagrodę wydawnictwa Schott za „Concertino na skrzypce solowe z towarzyszeniem fletu, klarnetu i rogu”. Po dwóch latach odbyło się w Pradze prawykonanie jego I Symfonii i Tria smyczkowego. W tymże roku zrezygnował z działalności w teatrach operowych i zajął się komponowaniem muzyki do filmów niemych. Działał też w prestiżowym berlińskim kinoteatrze „Alhambra”. Od lat 30. XX wieku komponował muzykę także do pierwszych filmów dźwiękowych. Na festiwalu muzyki kameralnej w Baden-Baden spotkał po raz pierwszy Bertolta Brechta, co zaważyło na jego przyszłości.
Gdy do władzy doszedł Adolf Hitler, Dessau wyemigrował do Francji. Powrócił wówczas do swych korzeni etnicznych i napisał wiele utworów do tekstów w języku hebrajskim, ale również oratorium do libretta w języku niemieckim autorstwa Maxa Broda, przetłumaczonego później na hebrajski, „Haggadah shel Pesach” (1934–1936), opowiadające o uwolnieniu Izraela z niewoli egipskiej.
Dessau pisał nie tylko pod własnym nazwiskiem, lecz także pod pseudonimem „Peter Daniel”; opatrywał nim utwory o lewicowej wymowie politycznej. Śpiewak rewolucyjny Ernst Busch propagował te utwory podczas hiszpańskiej wojny domowej.
Przyjaciel kompozytora, dyrygent René Leibowitz, zainteresował go techniką dodekafoniczną.
W 1938 napisał muzykę do „Strachu i Nędzy III Rzeszy” Brechta wystawionej w reżyserii Złatana Dudowa.
Uciekając przed wojskami hitlerowskimi, wyemigrował w roku 1940 do USA. Tam utrzymywał się z dorywczych prac, m.in. na kurzej fermie w New Brunswick.
W 1942 spotkał ponownie Bertolta Brechta. Stało się to początkiem owocnej współpracy, trwającej do zgonu Brechta w roku 1956.
W 1943 zamieszkał w Los Angeles w sąsiedztwie innych emigrantów z opanowanej przez hitlerowców Europy, jak Arnold Schönberg, Otto Klemperer i Hanns Eisler. Wtedy skomponował muzykę do „Matki Courage” i „Dobrego człowieka z Seczuanu” Brechta.
Był członkiem Komunistycznej Partii USA. W roku 1948 zamieszkał w Berlinie Wschodnim, mimo nieakceptowania polityki kulturalnej władz NRD.
Napisał muzykę do wielu sztuk wystawianych w teatrze Brechta „Berliner Ensemble”. W latach 1949–1951 napisał muzykę do słuchowiska radiowego Brechta „Przesłuchanie Lukullusa”, która wywołała gwałtowny atak władz NRD. Muzykę uznano za „obcą narodowi” i „formalistyczną”. Z okazji III światowego Festiwalu Młodzieży w Berlinie napisał kantatę do tekstu Brechta.
W 1952 został członkiem, a w 1957 prezesem Akademii Sztuki NRD. W roku 1965 został członkiem zachodnioberlińskiej Akademii Sztuki, z której wystąpił w 1968 wraz z Hansem Wernerem Henze w proteście przeciw zachodnioniemieckiej polityce w sprawie Wietnamu.
Dessau stworzył cztery opery: „Puntila” (1956-1959), „Lanzelot” (1967-1969), „Einstein” (1969-1973) i „Leonce und Lena” (1976-1978), wystawione w Państwowej Operze Unter den Linden w Berlinie w reżyserii czwartej żony Ruth Berghaus.
W roku 1961 uczestniczył Dessau w „Kronice Żydowskiej” napisanej wspólnie z Borisem Blacherem, Karlem Amadeusem Hartmannem, Hansem Wernerem Henze i Rudolfem Wagner-Régeny do tekstu Jensa Gerlacha.
Dessau był krytykowany przez władze NRD za stosowanie techniki dodekafonicznej, z tej samej przyczyny stał się wzorem dla młodych kompozytorów NRD. Utrzymywał kontakty z najwybitniejszymi kompozytorami tych czasów, jak Witold Lutosławski, Alfred Schnittke, Boris Blacher, Hans Werner Henze i Luigi Nono.

## Odznaczenia
Otrzymał:
- Nagrodę Państwową NRD III klasy (1952)
- Nagrodę Państwową NRD II klasy (1956)
- Nagrodę Państwową NRD I klasy (1965)
- Złoty Order Zasługi dla Ojczyzny (1965)
- Order Karla Marksa (1969)
- Nagrodę Państwową NRD I klasy (1974)

## Życie prywatne
Paul Dessau był czterokrotnie żonaty:
- 1924: z aktorką Gudrun Kabisch (do 1936),
- 1943: z pisarką Elisabeth Hauptmann,
- 1952: z Antje Ruge,
- 1954: z choreografką Ruth Berghaus.

Z pierwszego małżeństwa pochodzą córka Ewa (ur. 1926) i syn Peter (ur. 1929), z czwartego małżeństwa syn Maxim (ur. 1954), obecnie reżyser filmowy.